# Tirupathur
Tirupathur é uma cidade e um município no distrito de Vellore, no estado indiano de Tamil Nadu.

## Demografia
Segundo o censo de 2001,  Tirupathur  tinha uma população de 60,803 habitantes. Os indivíduos do sexo masculino constituem 51% da população e os do sexo feminino 49%. Tirupathur tem uma taxa de literacia de 73%, superior à média nacional de 59.5%: a literacia no sexo masculino é de 79% e no sexo feminino é de 67%. Em Tirupathur, 11% da população está abaixo dos 6 anos de idade.